# Johan Börjesson Carlberg
Johan Börjesson Carlberg, född 24 juni 1606 i Karlstad, död 9 mars 1676 på Sunnemo bruk i Värmland, var en svensk brukspatron, rådman och borgmästare.

## Biografi
Johan Börjesson Carlberg var son till Börje Olofsson som var råd- och handelsman i Brätte, och Anna Pedersdotter, enligt Anrep tillhörande den adliga ätten Svenske nr 258 och hennes mor tillhörde enligt samma källa ätten Bröms nr 161. Hans bror Gustaf Börjesson blev stamfader till ätten Karlström. Fadern avled när han var barn, och han fick tidigt försöka försörja sig och lära sitt ett yrke hos en borgare i Karlstads stad och Filipstads stad, där han undervisades i bergsbruk och järnbruk. Carlberg började i unga år köpa upp produkter från bergsverken och sälja det vidare. Första gången han begav sig på handelsresa till Göteborg var 1624, och 1629 blev han borgare i Karlstad. 
Under denna tid drev Sverige en bergspolitik som gick ut på att det småskaliga bergsbruket som drevs av bergsmän skulle ersättas av större verk med färre ägare, och det var framför allt borgare som uppmuntrades att ta över bergsbruksnäringen. På grund av skogsbrist i bergslagerna gynnade staten anläggandet av bruk utanför dess områden där skog fanns, och Värmland blev genom sin geografiska närhet en central region för den uppväxande bruksrörelsen. Olof Eriksson Spak, Carlbergs blivande svärfader, var en av de första som fick tillåtelse att anlägga en hammare i Karlstadstrakten 1628. Spak var huvudägare, och Carlberg var möjligen delägare, dock säkert är att han deltog i ledningen av hammaren. 
1633 ägde Carlberg hammarverk i Rottneros i Sunne socken, men bruket blev ingen framgång under Carlberg på grund av bränder och de långa transporterna. Några år senare, 1640, fick han tillstånd att uppföra en masugn varmed han grundade Sunnemo bruk i Råda socken. Stångjärnsmidet uppförde han vid Ransäter efter att han köpt två forsar i Ranån. Han var även delaktig i flera andra verk, som sysslande med tackjärn och stångjärn. Vid samtliga bruk fick Carlberg lära ut yrket till sina anställda. Han lät också uppföra kyrkorna i Sunnemo och Ransäter.
Åren 1638-1656 och 1661-1665 var Carlberg borgmästare i Karlstad. Han var nominerad som riksdagsman men avböjde förslaget.
Carlberg var gift med Kristina Olofsdotter Spak, dotter till Olof Eriksson Spak. Deras dotter blev stammoder till grenar av ätten Caméen, sonen Johan Carlberg blev biskop och sonen Birger Carlberg kyrkoherde och psalmist.